# Chris Cole

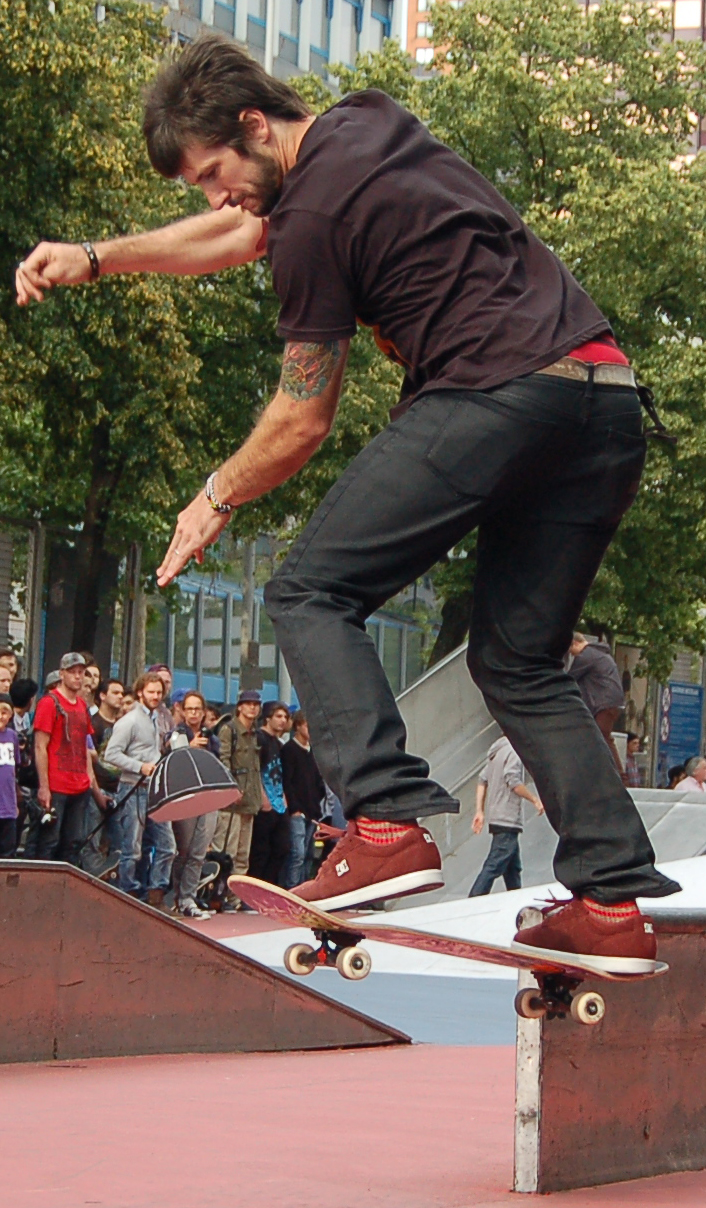
Chris Cole (2011)

Chris Cole (* 10. März 1982 in Statesville, North Carolina) ist ein US-amerikanischer Profi-Skateboarder. Er wird derzeit von GoPro, Spitfire Wheels, Thunder Trucks, Grizzly Griptape, Bones Bearings, Stance Socks, Kershaw Knives, Cult Crew, DC Shoes, Remind Insoles und Liquid Death gesponsert (Stand 2021).

## Karriere
Chris Cole wurde in Statesville, North Carolina geboren, zog aber bereits im Kindesalter nach Philadelphia. Er wuchs in Langhorne, Pennsylvania auf.
Zu Beginn seiner Karriere wurde er von Enjoi Skateboards gesponsert, für die er allerdings nur als Amateur fuhr und keinen Pro-Status erhielt.
Jamie Thomas, der Inhaber von Zero Skateboards, erkannte Coles Potenzial, überzeugte ihn für Zero zu fahren und machte ihn zum Pro. 2002 wirkte er unter anderem in Zeros Skatevideo Dying to Live mit, welches ihn in der internationalen Skateboardszene bekannt machte. Er wurde daraufhin als Profi von zahlreichen Skateboard-Labels unterstützt und nahm in der Folge an vielen Wettbewerben teil. Er wurde damals auch von Fallen Footwear, Jamie Thomas’ Skateschuh-Marke gesponsert. In den folgenden Jahren hatte Cole relevante Parts in diversen Videos wie z. B. New Blood (Zero), Ride the Sky (Fallen Footwear) und Strange World (Zero).
Im Jahr 2005 wurde Cole vom Thrasher Magazin als Skater of the Year ausgezeichnet. Ein Erfolg, den er im Jahr 2009 wiederholen konnte. Er gehört damit neben Danny Way, der die Trophäe in den Jahren 1991 und 2004 gewann, zu den einzigen Skateboardern, die diese Auszeichnung zwei Mal gewinnen konnten.
Anfang des Jahres 2011 verließ Cole seinen Schuhsponsor Fallen Footwear und wechselte zu DC Shoes.
Im Sommer 2014 verließ er seinen langjährigen Sponsor Zero. In den Monaten darauf blieb Cole ohne Board-Sponsor, vertrieb aber in Eigenregie eine auf 666 Stück limitierte Serie von schwarzen Decks, den sogenannten Blackout-Decks.
Im Mai 2015 unterschrieb er einen Vertrag bei Plan B Skateboards.
2017 verließ Cole nach 6 Jahren DC Shoes. Er blieb in den folgenden zwei Jahren ohne festen Schuhsponsor. Im Mai 2019 schloss er sich wieder Fallen Footwear an. Im September 2019 wurde außerdem bekannt, dass Chris Cole Plan B Skateboards verlässt.
Im September 2020 kündigten Zero und Chris Cole auf ihren Social-Media-Kanälen an, dass Cole ab sofort wieder für Zero Skateboards fährt.

## Diverses
Sein Signature Move ist der BS 360° Kickflip, den er in diversen Videos wie auch bei Wettbewerben zum Besten gab. Er war auch einer der ersten, der einen Kickflip BS Nosebluntslide an einem Handrail (Treppengeländer) gestanden hat.
Außerdem ist er in den Computerspielen Skate 1, 2 und 3 von EA Black Box als spielbarer Charakter vertreten. Zudem wirkte er bei dem 2011 veröffentlichten Musikvideo Was It Worth It der finnischen Metal-Band Children of Bodom mit, von denen er laut eigener Aussagen ein großer Fan ist.

## Erfolge
- 2004 – Cole und das Zero-Team gewinnen „Thrasher King of the Road“
- 2005 – Erstes Schuh-Promodel „The Trooper“ (Fallen Footwear)
- 2005 – Cole und das Zero-Team gewinnen „Thrasher King of the Road“
- 2005 – Der letzte Part im Zero-Video „New Blood“
- 2005 – „Skater Of The Year“ im Transworld Skateboarding and Thrasher Magazine
- 2006 – Cole und das Zero-Team gewinnen „Thrasher King of the Road“ zum dritten Mal in Folge
- 2006 – Gold bei den X-Games, Street
- 2006 – Zweites Schuh-Promodel „The Ripper“ (Fallen)
- 2007 – Gold bei den X-Games, Street
- 2007 – Gewinner des és Game of Skate
- 2008 – Cole und das Team-Regular gewinnen den Etnies Goofy vs Regular
- 2008 – Gewinner des és Game of Skate
- 2009 – Gewinner des Contests Back to the Berg
- 2009 – Gewinner des Maloof Money Cup (100,000 $ Preisgeld)
- 2009 – Gewinner der Dew Tour
- 2009 – Battle Commander von TheBerrics.com
- 2009 – Gewinner Battle at The Berrics 2
- 2009 – „Skater Of The Year“ des Thrasher Magazine
- 2010 – Gewinner des Maloof Money Cup (100,000 $ Preisgeld)
- 2012 – Gewinner des Copenhagen Pro 2012 (10,000 $ Preisgeld)
- 2013 – Gewinner von Street League Super Crown[9]/X Games

## Videos
- 2000 – Bam Margera: CKY2K
- 2001 – Digital 5
- 2001 – 411vm issue 40
- 2001 – Monkey Business’ Project of a Lifetime
- 2001 – Thrasher Timebomb
- 2002 – Transworld’s In Bloom
- 2002 – Zero: Dying to Live
- 2004 – Thrasher King of The Road
- 2004 – Hot Wax
- 2005 – Thrasher King of The Road
- 2005 – Zero: New Blood
- 2006 – Thrasher King of The Road
- 2006 – Zero: Promo video
- 2008 – Hot Wax 2: Shred The Gnar
- 2008 – Bam Margera:Where The #$!% Is Santa?
- 2009 – Fallen: Ride The Sky
- 2009 – Zero: Strange World
- 2009 – Doozy Wilson Fave’s
- 2011 – „Was It Worth It?“ – Children Of Bodom
- 2013 – Zero: Cold War